# 南極の日
南極の日（なんきょくのひ）は、1959年に南極条約が締結されたことを記念する国際的な記念日。毎年12月1日に祝われ、ミッドウィンター祭と並んで南極大陸における最も重要な記念日となっている。
日本ではアムンセンが南極点に到達した12月14日を南極の日とする説が広まっているが、国際的に Antarctica Day は12月1日である。

## 歴史
南極の日は2010年、良い国際宇宙の統治財団が設立した記念日である。この記念日の目的は、南極大陸における統治を可能にするための国際的な協力にスポットを当て、教育者に対し教育課程の中に南極についての教育を盛り込むことを促す一つの方策とすることである。南極の日は2009年に南極条約の締結50周年を記念して行われた南極条約サミットの後に定められた。

## 祝福
南極の日は比較的近年に定められた記念日であるので、この記念日に対しては長年にわたって続いている伝統的な行事があるわけではない。ミッドウィンター祭とは異なり、南極の日は南極大陸よりも、南極大陸以外の場所で祝われることが多い。
国家南極プログラムや南極ゲートウェイ都市の地方政府のように、南極の外側にある南極関係の組織では南極の日に大衆が参加可能な座談会や映画の上映会などが行われ、この日が祝われる。
南極に関する専門家や、南極に関心を持つ個人によっても南極の日は祝われる。ドキュメンタリー映画やポッドキャストといった南極関係のメディアを視聴する人もいる。その他には、ソーシャルメディアに南極大陸に関連する投稿を行う人もいる。南極に関係する旗を掲揚することも、南極の日を祝うのによく行われる手段の一つである。